# Sistema 700
Sistema 700 byl osobní mikropočítač od brazilské společnosti Prológica. Na trh byl uveden v srpnu 1981 za cenu 1 490 000 brazilských cruzeiros a byl určen spíše pro profesionální trh.

## Hardware
Sistema 700 používal dva 8bitové mikroprocesory Z80A, oba s frekvencí 4 MHz. Zatímco jeden z nich komunikoval s RAM a všemi periferiemi, ten druhý sloužil hlavně pro manipulaci vstupních a výstupních dat z disket. RAM měla velikost 64 kilobajtů; 53 kB bylo k dispozici uživateli a zbývajících 11 kB bylo vyhrazeno operačnímu systému. Zařízení mělo ještě další 2 kilobajty RAM, ale ty byly určeny pouze pro komunikaci mezi procesory. ROM typu EPROM sloužila k základnímu ovládání periferií a k bootstrappingu a byla velká 2 kilobajty.
Vestavěná mechanická klávesnice byla rozdělená do dvou bloků, které měly společně 80 kláves. Výstupním zařízením byl monochromatický monitor fungující na bázi zeleného fosforu, s úhlopříčkou 12 palců (31 cm) a s rozlišením 24 řádků o 80 znacích. Znaky měly rozlišení 5×7 pixelů a byly zobrazovány na tmavě zeleném pozadí. Pro připojování periferií sloužily dva sériové porty RSC-232C s maximální rychlostí přenosu 9 600 baudů Počítač měl dvě vestavěné mechaniky pro diskety o velikosti 5¼", každá s kapacitou 350 kB. Šlo k němu také připojit magnetický disk Super File od Prológicy o kapacitě 5 nebo 10 megabajtů.
Sistema 700 měřil na výšku 40 cm, na šířku 65 cm a na délku 75 cm. Byl napájen elektrickým proudem o napětí 115 voltů (±10 %) a frekvenci 60 Hz.

## Software
Počítač běžel na operačním systému DOS-700, jenž byl plně kompatibilní s CP/M. Byl dodáván s programovacím jazykem BASIC.

## Modely

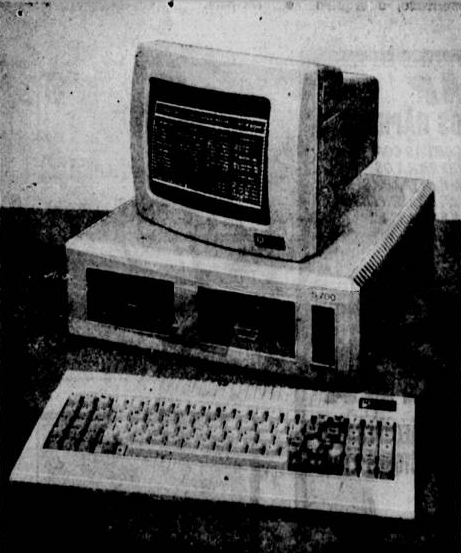
Sistema 700 Modular

V srpnu 1985 vydala Prológica třetí generaci Sistema 700, pojmenovanou Sistema 700 Modular. Nově měla kapacitní a odolnější klávesnici, vestavěný magnetický disk a 10 funkčních kláves. Měla 64 kilobajtů RAM a 4 kilobajty EPROM úložiště. Vybavena byla třemi mikroprocesory, přičemž jeden z nich, Intel 8035, byl vyhrazen na řízení klávesnice. Byla o 10% levnější než předchozí model. Jeho počítačovou skříň navrhl Luciano Devià, jenž byl zodpovědný i za vzhled CP-200 i CP-400.

## Periferie
V září 1983 vydala Prológica pro Sistema 700 externí magnetický disk Super File. Byl dostupný ve dvou verzích - 5 megabajtové a 10 megabajtové.